# 가는쥐
가는쥐(Rattus verecundus)는 시궁쥐속에 속하는 설치류의 일종이다. 인도네시아 서뉴기니(서파푸아)와 파푸아뉴기니에서 발견된다.